# Felodipine
Felodipine là một loại thuốc chặn kênh calci được sử dụng để điều trị tăng huyết áp.
Nó được cấp bằng sáng chế vào năm 1978 và được chấp thuận cho sử dụng y tế vào năm 1988.

## Sử dụng trong y tế
Felodipine được sử dụng để điều trị huyết áp cao và đau thắt ngực ổn định.
Nó không nên được sử dụng cho những người đang mang thai, bị suy tim cấp tính, đang bị đau tim, có van tim bị tắc nghẽn hoặc có vật cản làm tắc nghẽn dòng máu ra khỏi tim.
Đối với những người bị suy gan, cần giảm liều, vì felodipine được gan loại bỏ.

## Tác dụng phụ
Tác dụng phụ rất phổ biến duy nhất, xảy ra ở hơn 1/10 người, là đau và sưng ở cánh tay và chân.
Các tác dụng phụ thường gặp, xảy ra ở khoảng 1% đến 10% số người, bao gồm đỏ bừng mặt, đau đầu, tim đập nhanh, chóng mặt và mệt mỏi.
Felodipine có thể làm trầm trọng thêm viêm nướu.

## Tương tác
Felodipine được chuyển hóa bởi cytochrom P450 3A4, vì vậy các chất ức chế hoặc kích hoạt CYP3A4 có thể ảnh hưởng mạnh đến lượng felodipine hiện diện.
Các chất ức chế CYP3A4, làm tăng lượng felodipine có sẵn cho mỗi liều, bao gồm cimetidine, erythromycin, itraconazole, ketoconazole, thuốc ức chế protease HIV và nước ép bưởi.
Các chất kích hoạt CYP3A4, làm giảm lượng felodipine có sẵn cho mỗi liều, bao gồm phenytoin, carbamazepine, rifampicin, barbiturates, efavirenz, nevirapine và Saint John's wort.

## Cơ chế hoạt động
Felodipine là một thuốc chẹn kênh calci. Felodipine cũng đã được tìm thấy để hoạt động như một chất đối vận của thụ thể mineralocorticoid, hoặc như một antimineralocorticoid.
Các kênh calci khác nhau có trong mô mạch máu và mô tim; một nghiên cứu in vitro trên các mô mạch máu và tim của con người so sánh cách chọn lọc các kênh calci khác nhau đối với mạch máu so với mô tim tìm thấy các tỷ lệ mô mạch / tim sau đây: mibefradil 41, felodipine 12; nifedipine 7, amlodipine 5 và verapamil 0,2. :172

## Hóa học
Felodipine là thành viên của nhóm thuốc chẹn kênh calci 1,4- dihydropyridine. :20–21 Nó là một hỗn hợp chủng tộc, và không hòa tan trong nước nhưng hòa tan trong dichloromethane và ethanol. :25

## Lịch sử
Công ty Thụy Điển Hässle, một bộ phận của Astra AB, đã phát hiện ra felodipine; nó đã nộp đơn xin cấp bằng sáng chế vào năm 1979, tuyên bố felodipine là thuốc hạ huyết áp. Astra hợp tác với loại thuốc này và những người khác với Merck & Co. tại Mỹ theo thỏa thuận năm 1982 giữa các công ty. Thuốc đã được FDA chấp thuận vào năm 1991 sau khi xem xét ba năm rưỡi; Thuốc đã xâm nhập vào một thị trường rất đông đúc, bao gồm các thuốc chẹn kênh calci khác nifedipine, verapamil, nicardipine và isradipine. FDA đã xếp loại thuốc này ở mức 1C, nghĩa là nó tìm thấy rất ít sự khác biệt giữa felodipine và các loại thuốc đã được phê duyệt cho cùng một mục đích sử dụng.
Năm 1994, Astra AB và Merck đã thay đổi quan hệ đối tác thành một liên doanh có tên Astra Merck, và năm 1998 Astra (vào thời điểm đó, AstraZeneca) đã mua quyền của Merck trong liên doanh.
Các thuốc generic đầu tiên đã có mặt ở Thụy Điển vào năm 2003  và ở Mỹ vào năm 2004. :155
Vào tháng 4 năm 2016, AstraZeneca tuyên bố rằng họ đang bán quyền tiếp thị felodipine tại Trung Quốc cho China Medical System Holdings với giá 310 triệu USD; AZ sẽ tiếp tục sản xuất thuốc.

## Xã hội và văn hoá
Tính đến năm 2016, felodipine đã được bán trên thị trường dưới nhiều tên thương hiệu trên toàn thế giới: Auronal, Cardioplen, Catrazil, Dewei, Dilahex, Enfelo, Erding, Fedil, Fedisyn, Feldil, FelIDIAin, Felo, Felocard, Felocor, Felodor, Felodor, Felodipina, Felodipine, Felodipino, Felodistad, Felogard, Felohexal, Felop, Felopine, Felostad, Feloten, Felot, Munobal, Plendil, Plentopine, Polo, Presid, Preslow, Prevex, Renedil, Sistar, Splendil, Stapin, Topidil, Vascalpha, Versant và XiaoDing.
Sự kết hợp của felodipine và candesartan đã được bán trên thị trường với tên Atacand.
Sự kết hợp của felodipine và ramipril đã được bán trên thị trường như Delmuno, Tazko, Triacor, Triapin, Triasyn, Tri-Plen, Unimax và Unitens.
Sự kết hợp của felodipine và enalapril đã được bán trên thị trường với tên là Lexxel.
Sự kết hợp của felodipine và metoprolol đã được bán trên thị trường như Logimat, Logimax và Mobloc.